# Lista över gudar på Skivvärlden
Detta är en lista över gudar på Skivvärlden.

## B
- Blinde Io, se Io[1].
- Bast, katthuvudförsedd gud för Saker Glömda På Trappan från Djelibeybi[2].

## F
- Frun är en gud, men med stor osäkerhet om på vilket sätt[3].
- Fedecks är Skivans motsvarighet till Hermes.

## I
- Io är en åsk- och regngud. Han är lik Zeus[1].

## O
- Offler är en djelibeybisk krokodilgud[3].
- Om är en allsmäktig gud inom den omnianska kyrkan[1].

## S
- Sjuhänte Sek, en av Skivans större gudar.
- Silar, kattfiskhuvudförsedd gud som regerar över Dödsriket i Djelibeybisk tro[2].

## V
- Vut, den illaluktande hundhuvudförsedda morgonguden. Kommer från Djelibeybi[2].

## Ö
- Ödet är som det hörs på namnet ödets gud[3].